# LS-DYNA
LS-DYNA — многоцелевая программа конечноэлементного анализа. Применяется в пакетах ANSYS, MD NASTRAN,  MEDINA.

## История разработки
LS-DYNA берет своё начало от программы DYNA3D, разработанной доктором Джоном О. Холквистом (John O. Hallquist) в Ливерморской национальной лаборатории имени Лоуренса в 1976 г. Программа предназначалась для моделирования воздействия ударной волны ядерной бомбы изменяемой мощности, сбрасываемой с малой высоты, разработкой которой занималась в то время Лаборатория. В то время еще не существовало программ трёхмерного моделирования для симуляции ударного воздействия, а 2-мерное моделирование (программы HEMP и HONDO) давало недостаточно точные результаты. Несмотря на то, что проект бомбы изменяемой мощности был отменен, разработка программы DYNA3D продолжилась. Одновременно разрабатывалась двухмерная версия программы под названием DYNA2D.
Первая версия программы увидела свет в августе 1976 году. Программа была написана на Фортране для суперкомпьютера CDC 7600, а в 1979 году программа была адаптирована для суперкомпьютера Cray-1, поступившего в Ливерморскую лабораторию, на котором она выполнялась в 10 раз быстрее благодаря глубокой векторизации кода и векторному процессору суперкомпьютера Cray-1. С 1978 года программа передавалась в свободное всеобщее пользование вместе со всеми библиотеками материалов, включая модели взрывчатых веществ. Публичная версия специально не была векторизированной. Первый исходный код был передан Франции по её просьбе, а затем в Японию и в другие европейские страны, например в Великобританию, где компания Rolls-Royce использовала её для проектирования реактивных двигателей.
На протяжении нескольких лет с 1976 по 1984 год Джон Холквист являлся единственным разработчиком программы. В 1984 году к нему присоединился Дэвид Бенсон (David J. Benson) и в 1986 году они выпустили новую версию программы, которая была совместима с операционными системами VAX/VMS, COS и другими. В 1987 году Дэвид Бенсон покинул Лабораторию, но продолжал по-прежнему консультировать Холквиста.
В 1989 году по инициативе Министерства энергетики США с целью передачи правительственных наработок в промышленность было основано акционерное общество Livermore Software Technology Corporation (LSTC) для продолжения разработки программы DYNA3D в качестве коммерческой версии под названием LS-DYNA3D. Позднее это название было сокращено до LS-DYNA. Холквист уволился из Лаборатории и стал президентом компании LSTC. После ухода Холквиста Лаборатория прекратила раздавать бесплатно новые версии DYNA3D.

## Описание
Программа предназначена для решения трёхмерных динамических нелинейных задач механики деформируемого твёрдого тела, механики жидкости и газа, теплопереноса, а также связанных задач. LS-DYNA нашла широкое применение в таких отраслях науки и техники, как автомобилестроение (симуляция краш-тестов), военно-промышленный комплекс (симуляция взрывов боеприпасов и их воздействие на окружающие предметы), авиа- и ракетостроение (проектирование реактивных двигателей и сопел) и так далее.
В LS-DYNA реализованы явный и неявный метод конечных элементов с возможностью построения лагранжевой, эйлеровой и гибридной сетки, многокомпонентная гидродинамика, бессеточный метод сглаженных частиц, бессеточный метод, основанный на методе Галеркина. Программа имеет встроенные процедуры автоматической перестройки и сглаживания конечно-элементной сетки при вырождении элементов, высокоэффективные алгоритмы решения контактных задач, широкий набор моделей материалов, возможности пользовательского программирования.
С 1996 г. решатель LS-DYNA встроен в пакет программ ANSYS, где используется для решения задач динамического анализа. В 2006 г. решатель LS-DYNA также вошел в состав пакета программ MD NASTRAN, также он поддерживается программой MEDINA.

### Библиотека материалов
Библиотека моделей материалов, представленных в LS-DYNA:
- Металл
- Пластик
- Стекло
- Пена
- Ткань
- Эластомер
- Сотовидные структуры
- Бетон
- Грунт
- Вязкие жидкости
- Пользовательские материалы